# アフリカ大陸自由貿易協定
アフリカ大陸自由貿易協定（アフリカたいりくじゆうぼうえききょうてい、英: African Continental Free Trade Agreement）は、アフリカ連合の加盟国（エリトリアを除く）で合意された貿易に関する協定である。参加する諸国を含めてアフリカ大陸自由貿易圏（アフリカたいりくじゆうぼうえきけん、英: African Continental Free Trade Area、AfCFTA）とも呼ばれる。2021年1月1日に運用開始された。単一市場を創設することを目的とし、さらには域内移動の自由と域内統一通貨もその先の目標としている。
アフリカ大陸自由貿易協定は、2018年3月21日にルワンダのキガリで調印された。2019年ガンビアが22カ国目で批准して発効。当初は2020年7月がスタートであったが新型コロナウイルス感染症の影響で2021年1月1日にずれ込んだ。世界貿易機関設立以降で世界最大の自由貿易である。
AfCFTAとしてトルコと貿易促進の覚書を2021年12月に結んでいる。

## 名称
- 日本語: アフリカ大陸自由貿易圏
- アラビア語: اتفاقية التجارة الحرة القارية الإفريقية
- 英語: African Continental Free Trade Area
- フランス語: Zone de libre-échange continentale africaine
- ポルトガル語: Zona de Comércio Livre Continental Africana
- スペイン語: Zona de Libre Comercio Continental Africana
- スワヒリ語: Eneo Huru la Biashara Afrika

## 参加国
2019年2月の時点で、アフリカ連合加盟国55のうち52が合意に署名してナイジェリアとベナンとエリトリアは署名していなかったが、2019年7月にナイジェリアとベナンも署名した。
| 国名             | 署名した人物                                   | afCFTA連結文書 | キガリ宣言 | 移動自由協定 |
| ---------------- | ---------------------------------------------- | -------------- | ---------- | ------------ |
| アルジェリア     | アフメド・ウーヤヒア首相                       | ○              | ○          | ×            |
| アンゴラ         | ジョアン・ロウレンソ大統領                     | ○              | ○          | ○            |
| 中央アフリカ     | フォースタン＝アルシャンジュ・トゥアデラ大統領 | ○              | ○          | ○            |
| チャド           | イドリス・デビ大統領                           | ○              | ○          | ○            |
| コモロ           | アザリ・アスマニ大統領                         | ○              | ○          | ○            |
| ジブチ           | イスマイル・オマル・ゲレ大統領                 | ○              | ○          | ×            |
| 赤道ギニア       | フランシスコ・パスクアル・オバマ・アスエ首相   | ○              | ○          | ○            |
| ガボン           | アリー・ボンゴ・オンディンバ大統領             | ○              | ○          | ○            |
| ガンビア         | アダマ・バロウ大統領                           | ○              | ○          | ○            |
| ガーナ           | ナナ・アクフォ＝アド大統領                     | ○              | ○          | ○            |
| コートジボワール | ダニエル・カブラン・ダンカン副大統領           | ○              | ×          | ×            |
| ケニア           | ウフル・ケニヤッタ大統領                       | ○              | ○          | ○            |
| レソト           | トーマス・タバネ首相                           | ×              | ○          | ○            |
| モーリタニア     | ムハンマド・ウルド・アブデルアズィーズ大統領   | ○              | ○          | ○            |
| モロッコ         | サアデディン・オスマニ首相                     | ○              | ×          | ×            |
| モザンビーク     | フィリペ・ニュシ大統領                         | ○              | ○          | ○            |
| ニジェール       | マハマドゥ・イスフ大統領                       | ○              | ○          | ○            |
| コンゴ共和国     | ドニ・サスヌゲソ大統領                         | ○              | ○          | ○            |
| ルワンダ         | ポール・カガメ大統領                           | ○              | ○          | ○            |
| 西サハラ         | ムハンマド・アブデルアズィーズ大統領           | ○              | ○          | ×            |
| セネガル         | マッキー・サル大統領                           | ○              | ○          | ○            |
| セーシェル       | ヴィンセント・メリトン副大統領                 | ○              | ○          | ×            |
| 南アフリカ共和国 | シリル・ラマポーザ大統領                       | ×              | ○          | ×            |
| スーダン         | オマル・アル＝バシール大統領                   | ○              | ○          | ○            |
| エスワティニ     | バーナバス・シブシソ・ドラミニ首相             | ○              | ○          | ×            |
| タンザニア       | カシム・マジャリワ首相                         | ×              | ○          | ×            |
| ジンバブエ       | エマーソン・ムナンガグワ大統領                 | ○              | ○          | ×            |